# Васильев, Владимир Михайлович (гребец)
Владимир Михайлович Васильев (род. 21 января 1948, Москва) — советский гребец, четырёхкратный чемпион СССР (1972, 1973, 1975, 1976), чемпион Европы (1973), двукратный призёр чемпионатов мира (1974, 1975), участник Олимпийских игр (1976). Мастер спорта СССР международного класса (1973).

## Биография
Родился 21 января 1948 года в Москве. Начал заниматься академической греблей в возрасте 14 лет в ДСО «Труд» у Надежды Кругловой. В дальнейшем в разные годы тренировался под руководством Раисы Ширяевой и Анатолия Беленкова.
Наиболее значимых результатов добивался в начале и середине 1970-х годов, когда 4 раза становился чемпионом СССР в различных видах программы. В те же годы входил в сборную страны. В 1973 году завоевал звание чемпиона Европы в классе четвёрок с рулевыми, в 1974 году был серебряным призёром чемпионата мира в той же дисциплине. В 1975 году выиграл серебряную медаль чемпионата мира в классе восьмёрок, в 1976 году в составе экипажа восьмёрки участвовал в Олимпийских играх в Монреале.
В 1976 году завершил свою спортивную карьеру. В 1977 году окончил Институт народного хозяйства им. Г. В. Плеханова. В 1977–1981 годах занимался тренерской деятельностью в Школе высшего спортивного мастерства города Химки. С 1991 по 1994 год был старшим специалистом по спорту директората всероссийского комитета международной организации «Специальная Олимпиада».